# Тайчі Вакасама
Тайчі Вакасама (12 жовтня 1999) — фіджійський плавець.
Учасник Олімпійських Ігор 2020 року, де в попередніх запливах на дистанції 200 метрів брасом посів 35-те місце і не потрапив до півфіналів.